# Шишак князя Мстиславского

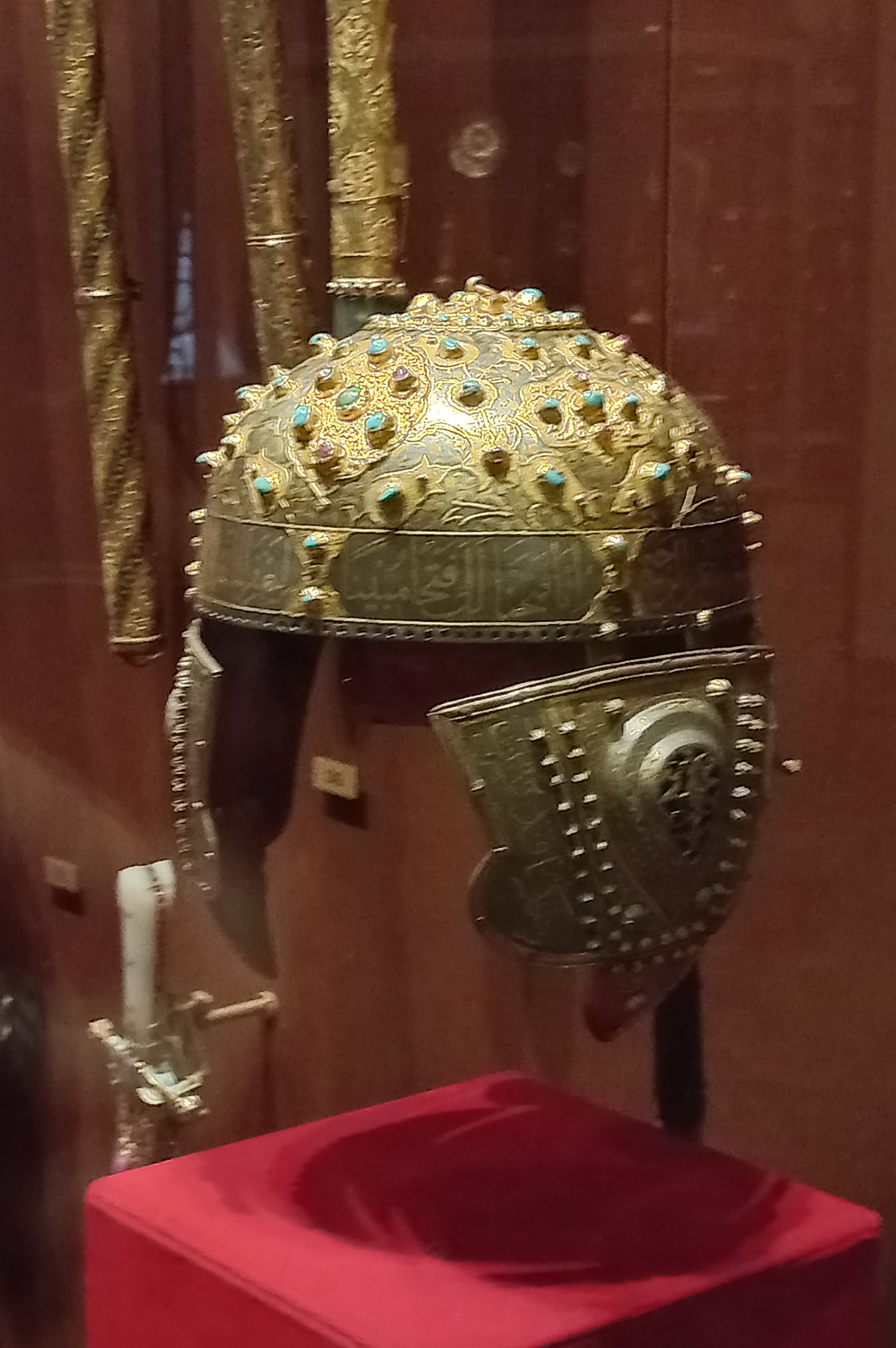
Шишак князя Мстиславского, XVI век

Шишак князя Мстиславского — произведение декоративно-прикладного искусства, шлем XVI века, принадлежавший князю Федору Иоанновичу Мстиславскому. Одна из достопримечательностей Оружейной палаты Московского Кремля. Изготовителями шлема являются турецкие мастера. Шлем поступил в Оружейную палату в 1622 году после смерти владельца.

## Описание
Сам шлем имеет вид полусферы. Его составные части изготовлены из высокопрочной стали. Он богато украшен золотом, рубинами, бирюзой. Турецкие мастера широко использовали чеканку, ковку, насечку золотом. В орнаменте использован «ковровый» стиль с медальонами. Налобный медальон украшен семью камнями: три рубина и четыре бирюзы. Боковые (височные) медальоны содержат по пять камней: три бирюзы и два рубина. Свободное от медальонов пространство украшено цветочным орнаментом с изображением тюльпанов. Стилистика оформления шлема напоминает церемониальные шлемы XVI века экспонируемые в турецком музее Топкапы.
На тулье шлема имеются надписи на арабском языке: Во имя Бога благого и милосердного дал тебе победу явную, да отпустит бог тебе грехи, которые содеял ты и которые сотворишь исполнит тебя господь благодати своей, наставит на путь правды и укрепит помощью преславной (Коран 48).
На фотографии на левом налобье шлема отчетливо читается надпись: 'Innā Fataĥnā Laka Fatĥāan Mubīnāan (Мы даровали тебе явную победу)
Для защиты лица с боков к нижней части тульи прикрепляли пластинчатые науши. Средняя часть наушей имела трапециевидную форму, в её центре находилась каплевидная выпуклость с отверстием для лучшей слышимости.